# Charaxes pseudomanica
Charaxes pseudomanica är en fjärilsart som beskrevs av Minig. Charaxes pseudomanica ingår i släktet Charaxes och familjen praktfjärilar. Inga underarter finns listade i Catalogue of Life.